# 黄玉斌
黄玉斌（1958年2月5日—），男，山东掖县人，中国男子体操队总教练。

## 生平
1970年入黑龙江省体操队。1975年入国家体操队。技术全面，吊环最强，是中国第一个用全直臂完成吊环成套动作的运动员。1978年在第八届亚运会上获吊环冠军。1979年在第二十届世界体操锦标赛中获吊环第六名。1980年在世界杯体操比赛中获吊环冠军（与苏联马库茨并列），并获双杠第三名。1981年在第二十一届世界体操锦标赛中获吊环亚军，并与队友合作，获男子团体第三名。1982年在第九届亚运会上为男子团体冠军中国队的主力队员之一，并获吊环第三名。
1985年起任国家体操队教练，1992年任副总教练，1997年任总教练。曾培养出樊迪、李敬、李春阳、李小双、黄力平等世界冠军。

## 荣誉
1980年获运动健将称号。1990年和1993年被评为全国十名最佳体操教练员之一。1993年获国家级教练称号。1998年被评为全国体育系统先进个人。九次获体育运动荣誉奖章。1997年当选为第六届中华全国体育总会委员。